# Matija Smodek
Matija Smodek (Novaki kod Maruševca, 4. siječnja 1808.? – Bjelovar, 22. rujna 1881.) hrvatski pravnik, knjižničar JAZU i redovni profesor na Kraljevskoj pravoslovnoj akademiji u Zagrebu.

## Životopis
Točan se datum rođenja Matije Smodeka ne zna, ali poznat je datum krštenja: 4. siječnja 1808. godine. Školovao se u Varaždinu, Zagrebu i Sopronu. Gimnaziju je završio u Zagrebu gdje je maturirao u Klasičnoj gimnaziji 1828. godine. U Pešti stekao doktorat iz filozofije (1831.) i prava (1838.).
Na Kraljevskoj akademiji znanosti u Zagrebu bio je profesor prava. Prvi je profesionalno zarađivao predavajući hrvatski jezik (1832. – 1846.) te bio knjižničar njezine knjižnice (1841. – 1874.). Predavao je i u Klasičnoj gimnaziji u Zagrebu od 1838. do 1850. godine.
Umro je u Bjelovaru 22. rujna 1881., sahranjen je u Zagrebu na mirogojskim arkadama.

## Djela
- Pravo gorsko inače rudno Deržave Austrijske, 1862., Zagreb.

## Vanjske poveznice
- HAZU, katalog: Matija Smodek[neaktivna poveznica]